# Перијандар
Перијандар (грч. Περίανδρος) је био други тиранин Коринта. Наследио је свога оца Кипсела и владао је од око 627. п. н. е. до око 586. п. н. е. Био је познат као окрутни тиранин. Перијандра су убрајали у Седам мудраца.

## Коринт постаје још моћнији
Он је доградио коринтску луку, а изградио је и рампу за копнени пренос бродова преко Коринтске превлаке. На тај начин бродови су се могли вући и избегавао се пут око Пелопонеза. Прелаз бродова је наплаћивао, па је добио толико новца да је онда укинуо порезе у Коринту. Коринт је под његовом управом постао моћнији и успешнији него икада раније. Коринт је већ раније основао читав низ колонија на западној обали Грчке, а ту су били Коркира, Леукада и Епидамно. Перијандар је поново преузео Коркиру. У доба Перијандра основана је Аполонија између Керкире и Епидамна. Осим тога Перијандар је основао и Потидеју на Халкидици. Његов велики углед потврђен је када је био арбитар у спору Атине и Митилене око Сигеја, који се налазио на улазу у Хелеспонт. Перијандар је тада подржао Атину. Још пре његове владавине коринтска грнчарија освојила је многа тржишта, а за време Перијандра тржиште је постало још шире.

## Окрутни тиранин
Његова владавина била је најпре умерена и блага, али касније када је ступио у контакт са Трасибулом, тиранином Милета постао је још крволочнији и од оца Кипсела. Када је питао Трасибула који је најбољи начин да држи град у покорности Трасибул је објаснио његовом гласнику на њиви засијаној пшеницом. Док је причао са Перијандеровим изаслаником Трасибул је секао најлепше и највеће класје пшенице, које је стршало изнад других. Перијандар је то разумео као савет да треба да побије најугледније људе у граду. Прогнао је и побио много најугледнијих људи у Коринту.

## Савезништво са тираном Милета Трасибулом
Његов главни савезник био је Трасибул, тиранин Милета. Милет је тада био у рату са Лидијом, којом је владао Алијат. Алијат се разболио након што је запалио један храм, па је тражио савет од Делфског пророчишта, али одбили су да му проричу док не изгради нови храм. Чим је Перијандар сазнао за ту вест одмах је обавестио Трасибула, да би овај на време знао како да поступи.

## Перијандар и Ликофрон
Перијандар је убио своју жену Мелиту, а након тога је Прокло, Мелитин отац и тиранин Епидаура, позвао своје унуке у госте. Прокло је својим унуцима, а Перијандеровим синовима рекао да им је Перијандар убио мајку. Перијандар је након тога протерао свога млађег сина Ликофрона, који је био љут на оца. Ликофрона је протерао у Коркиру. Након тога заратио је против свога таста Прокла. Заузео је Епидаур и заробио Прокла. Када је Перијандар остарио уочио је да његов старији син није способан да преузме власт, па је звао је Ликофрона да се врати. Ликофрон није пристајао да дође у Коринт све док његов отац не абдицира и оде из Коринта. Перијандар је пристао да он оде у Керкиру, а Ликофрон да постане тиранин Коринта. Када су Керкирани чули за могућност да им дође Перијандар они су убили Ликофрона. Перијандар је према Херодотовој причи послао Алијату у Сард 300 синова најугледнијих грађана из Керкире. Настојао је да се освети Керкири због убиства Ликофрона, па је дечаке послао да би их Алијат ушкопио и створио од њих еунухе. Дечаке су спасили грађани Сама.

## Псаметих
Наследио га је око 586. п. н. е. синовац Псаметих, који је владао само три године.